# Grapeland
Grapeland è un comune (city) degli Stati Uniti d'America della contea di Houston nello Stato del Texas. La popolazione era di 1,489 persone al censimento del 2010.

## Geografia fisica
Grapeland è situata a 31°29′30″N 95°28′49″W (31.491726, -95.480213).
Secondo lo United States Census Bureau, ha un'area totale di 2,0 miglia quadrate (5,1 km²).
Grapeland si trova 60 miglia (97 km) ad ovest di Lufkin.

## Storia
Il sito di Grapeland iniziò a diventare una destinazione per i pionieri intorno al 1872, a causa della costruzione della Houston and Great Northern Railroad. In particolare, divenne un crocevia della rotta da Trinity ad Augusta, e da Palestine a Crockett. In origine, la città doveva chiamarsi "Grapevine", in riferimento alle viti che dovevano essere tagliate per far posto ai binari ferroviari.

## Società

### Evoluzione demografica
Secondo il censimento del 2010, c'erano 1,489 persone.

### Etnie e minoranze straniere
Secondo il censimento del 2010, la composizione etnica della città era formata dal 63,87% di bianchi, il 34,05% di afroamericani, lo 0,54% di nativi americani, lo 0,2% di asiatici, lo 0% di oceanici, lo 0,54% di altre razze, e lo 0,81% di due o più etnie. Ispanici o latinos di qualunque razza erano il 3,09% della popolazione.